# Onthophagus piceorufulus
Onthophagus piceorufulus là một loài bọ cánh cứng trong họ Bọ hung (Scarabaeidae).